# Vlag van Meteren

Dorpsvlag Meteren

De vlag van Meteren werd in 2022 door het Nederlandse dorp Meteren in gebruik genomen en door Masten en Vlaggen ontworpen in overleg met de Dorpsraad Meteren.
De vlag bestaat uit een wit veld met in het midden het gemeentewapen afgebeeld. De beschrijving van het wapen luidt als volgt: "In azuur een lelie van zilver."
Er bestaat ook een variant met de zwart tekst meteren onder het wapen geplaatst.

## Verwante symbolen

Wapen van Meteren

Acquoy
· Beekbergen-Lieren
· Beemte Broekland
· Bemmel
· Bennekom
· Bredevoort
· Deil
· Doornenburg
· Ederveen
· Elden
· Emst
· Enspijk
· Epse
· Gameren
· Gellicum
· Groenlo
· Harskamp
· Herwijnen
· Heukelum
· Heveadorp
· Hoenderloo
· Kerkdriel
· Klarenbeek
· Kootwijkerbroek
· Laag-Keppel
· Lathum
· Leuvenum
· Loenen
· Loil
· Meteren
· Netterden
· Oosterhuizen
· Radio Kootwijk
· Rumpt
· Schaarsbergen
· Spijk
· Stroe
· Teuge
· Uddel
· Ugchelen
· Vaassen
· Vierhouten
· Voorthuizen
· Vredenburg/Kronenburg